# Antas, Bahia
Antas este un oraș în statul Bahia (BA) din Brazilia.